# Kinneveds landskommun
Kinneveds landskommun var en tidigare kommun i dåvarande Skaraborgs län.

## Administrativ historik
Kommunen inrättades i Kinneveds socken i Frökinds härad i Västergötland när 1862 års kommunalförordningar trädde i kraft.  
Vid kommunreformen 1952 uppgick landskommunen i Frökinds landskommun som 1974 uppgick i Falköpings kommun.

## Politik

### Mandatfördelning i Kinneveds landskommun 1938-1946
| 4 | 8 | 2 | 6 |

| 20 |

| 6 | 14 |

| 20 |

| 4 | 3 | 7 | 2 | 4 |

| 20 |